# 伊凡娜·川普
伊万娜·瑪麗·川普（英語：Ivana Marie Trump；婚前姓澤爾尼奇科娃；1949年2月20日—2022年7月14日），是一位捷克裔美國社交名媛和時裝模特兒。她的第二任丈夫是唐納·川普，亦是他的第一任妻子。

## 早年
伊万娜·泽尔尼茨科娃出生在捷克斯洛伐克摩拉維亞的哥特瓦尔德夫（今捷克共和国兹林）。她的父母是Miloš Zelníček與Marie Francová。小時候，父親就着重培養她的滑雪天賦。她聲稱她被選為1972年捷克斯洛伐克奧運滑雪隊的候補運動員。然而，在1989年，捷克奧林匹克委員會秘書長Petr Pomezny表示：“這個叫做伊万娜的女人是誰啊？她的事情，為甚麼一直來電問呢？我們已搜尋了很多次，並諮詢了很多人，但我們的記錄裏並沒有這个女人。」在1970年代初期，她就讀布拉格查理大学。

## 著作
伊凡娜在90年代写了多本小说，包括《Love Alone》和《Free to Love》，并且在1995年出版《The Best Is Yet to Come: Coping With Divorce and Enjoying Life Again》
2017年，她出版自传《养育川普》，内容讲诉她与唐納·特朗普的育儿经历。

## 个人生活
伊万娜曾有四段婚姻，均離婚收場。首任丈夫為阿尔弗雷德·威克迈尔，1971年結婚，1973年離婚，兩人没有子女。她在1977年與唐纳德·特朗普結婚，育有两子一女，至1992年宣布離婚。1993年与里卡多·馬祖凱利结婚，四年后离婚，并与罗弗雷多·盖塔里交往，2005年男方逝世。2008年与罗萨诺·鲁比康迪结婚，隔年离婚。
2022年7月14日，伊万娜在纽约曼哈顿上东区的家中摔下楼梯，因钝力外伤去世。